# Say You Do
Say You Do is een nummer van de Britse dj Sigala uit 2016, in samenwerking met zijn landgenoten zangeres Imani en DJ Fresh. Het is de derde single van Brighter Days, het debuutalbum van Sigala.
Het nummer, een combinatie tussen tropical house en drum-'n-bass, bevat een sample uit Always Be My Baby van Mariah Carey. "Say You Do" werd een hit in het Verenigd Koninkrijk, waar het de 5e positie behaalde. In Nederland kende de plaat minder succes met een 8e positie in de Tipparade, terwijl het in de Vlaamse Ultratop 50 succesvoller was met een 40e positie.